# 黒谷ダム
黒谷ダム（くろだにダム）は、岡山県岡山市北区の足守（福谷）地区にある笹ヶ瀬川水系の足守川に建設されたダムである。

## 概要
岡山県が事業主体となって建設が行われ、現在は岡山市北区役所黒谷ダム管理事務所が管理するロックフィルダムであり、洪水調節と灌漑を目的とした多目的ダムである。

## 歴史
足守川流域では度々日照りと洪水に悩まされ、特に1924年（大正13年）の大干害では水稲が50％以上の減収となり深刻な被害が発生した。これを機に灌漑用水供給のための大貯水池を建設する声が上がったが、建設のための地元負担金が高額になることから反対者が続出した。そこで関係町村が協力して反対者を説得し、岡山県に陳情。そして高さ30mのアースダムとして黒谷池の建設が当時の吉備郡福谷村で行われ、1932年（昭和7年）に完成した。
黒谷池完成から半世紀近く経過すると、老朽化のため改修工事の要望が地元住民から起こった。岡山県による調査が行われた結果、県営土地改良事業として農林水産省の補助を受けて改修工事が行われることになった。改修工事は黒谷池の施設を一部利用し、下流90mの位置に新しい堤体が建設された。黒谷池は黒谷ダムと改称され、洪水調節を兼ねた多目的ダムに生まれ変わった。
- 1927年（昭和2年）4月 黒谷池着工。
- 1932年（昭和7年）3月 黒谷池竣工。
- 1975年（昭和50年） 改修のための調査開始。
- 1984年（昭和59年） ダム本体工事着工。
- 1990年（平成2年）3月 黒谷ダム竣工。

## 周辺
ダム左岸を国道429号が通っている。またダム下流には石の日時計が設置されており、公園や散歩道が整備されている。

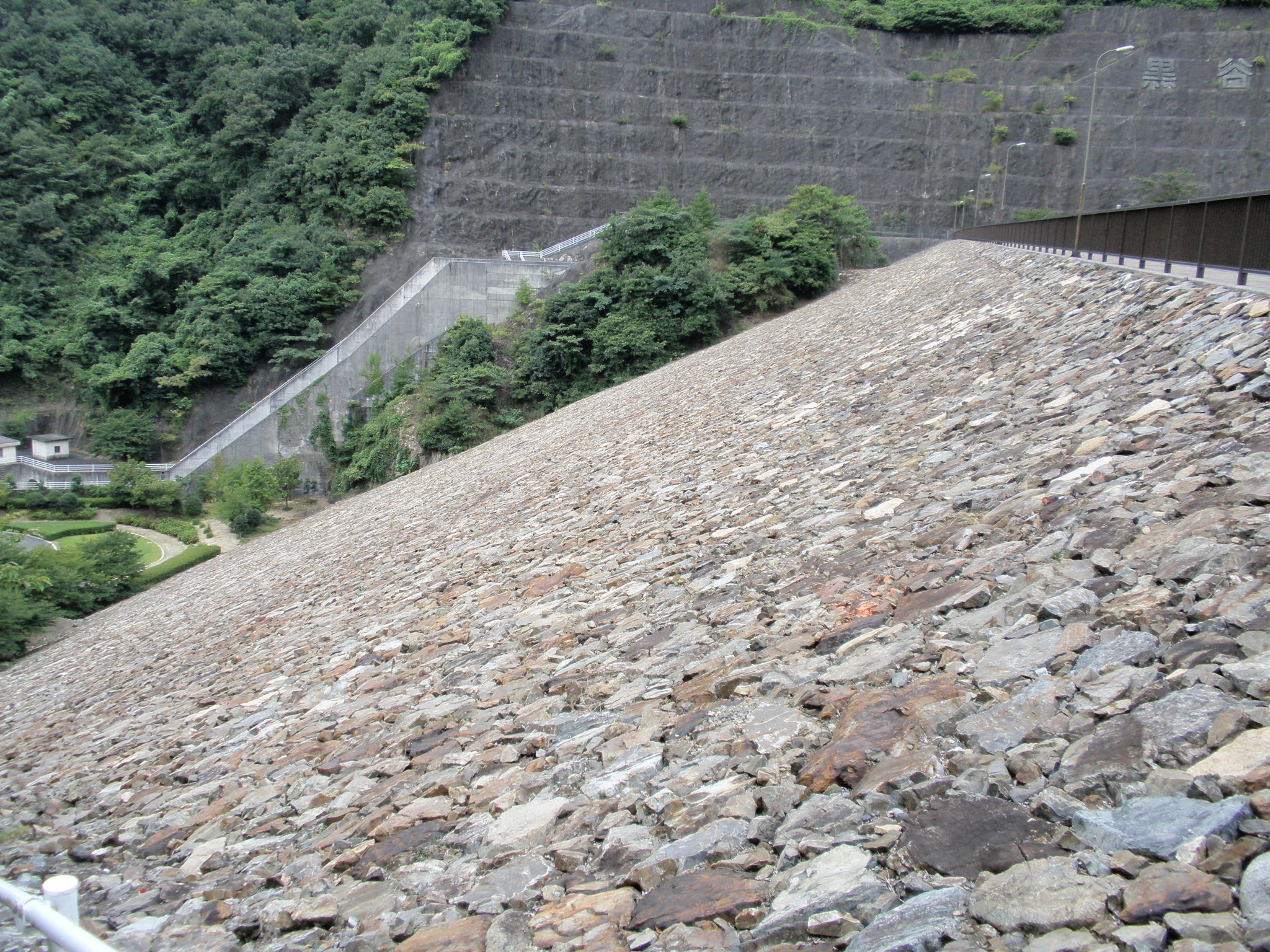
下流側
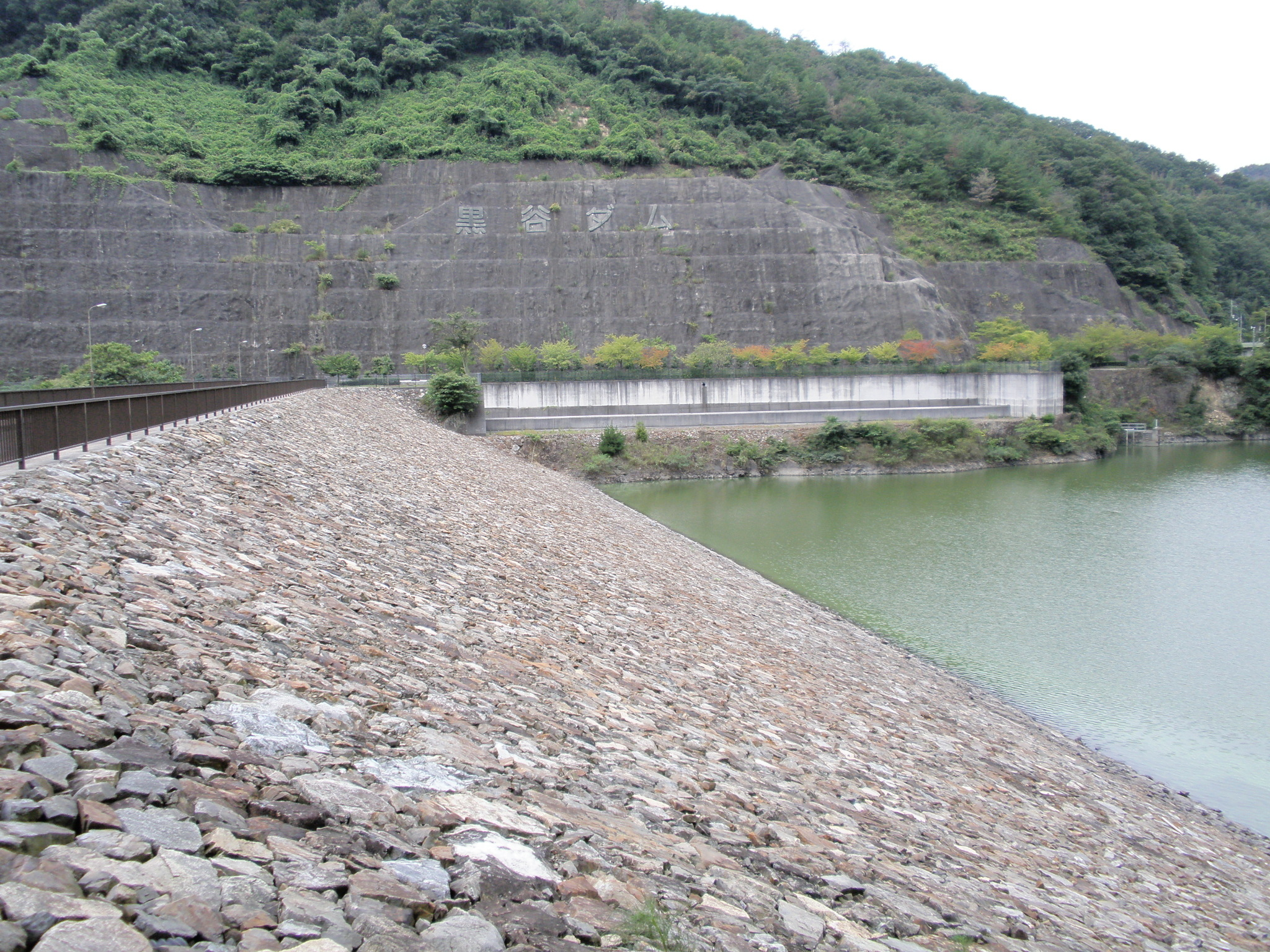
上流側